# FC Rádio Krokodýl Brno
FC Rádio Krokodýl Brno byl český futsalový klub z Brna. Klub byl založen v roce 1993 jako FC Riml Brno. V roce 1998 byl sloučen do klubu Dino Brno. Sezónu 1998/99 tak odehrál jako béčko Dina Brno. Po sezóně došlo k rozdělení obou klubů. V sezóně 2012/13 poprvé ve své historii postoupil do nejvyšší soutěže. V ní ovšem skončil na jedenáctém místě, což znamenalo sestup do druhé ligy. Návrat do nejvyšší soutěže přišel hned o sezónu později, poté co Agromeli vyhrálo svoji druholigovou skupinu suverénním způsobem.
Do nové prvoligové sezóny 2015/16 změnil název na FC Rádio Krokodýl Brno, když začal spolupracovat s nejposlouchanějším rádiem na Jižní Moravě. Po odehrání druhé prvoligové sezóny ovšem klubové vedení ohlásilo převedení prvoligové licence do České Lípy a následný zánik.
Své domácí zápasy odehrával ve sportovní hale Brno-Bohunice s kapacitou 300 diváků.

## Historické názvy
Zdroj:
- 1993 – FC Riml Brno (Futsal Club Riml Brno)
- 1994 – FC Riml Harnach Brno (Futsal Club Riml Harnach Brno)
- 1995 – FC Harnach Brno (Futsal Club Harnach Brno)
- 1998 – Dino Brno „B“
- 1999 – FC Harnach Brno (Futsal Club Harnach Brno)
- 2000 – FC CETO Harnach Brno (Futsal Club CETO Harnach Brno)
- 2004 – FC Bossard Brno (Futsal Club Bossard Brno)
- 2007 – FC Agromeli Brno (Futsal Club Agromeli Brno)
- 2013 – FC Agromeli Lino Brno (Futsal Club Agromeli Lino Brno)
- 2014 – FC Agromeli Brno (Futsal Club Agromeli Brno)
- 2015 – FC Rádio Krokodýl Brno (Futsal Club Rádio Krokodýl Brno)[4]

## Soupiska
Zdroj:
Aktuální pro sezónu 2015/16
| Číslo |       | Pozice  | Hráč             |
| ----- | ----- | ------- | ---------------- |
| 17    | Česko | Brankář | Václav Kubíček   |
| 23    | Česko | Brankář | Roman Sýkora     |
| 29    | Česko | Brankář | David Kubica     |
| 3     | Česko | Obránce | Jiří Nedělník    |
| 4     | Česko | Obránce | Lukáš Matyska    |
| 5     | Česko | Obránce | Vítězslav Hrubý  |
| 7     | Česko | Obránce | Pavel Outrata    |
| 8     | Česko | Obránce | Marek Kopecký    |
| 9     | Česko | Obránce | Aleš Vrána       |
| 13    | Česko | Obránce | Tomáš Galia      |
| 21    | Česko | Obránce | Richard Michalec |
| 28    | Česko | Obránce | Tomáš Veselovský |
| 6     | Česko | Útočník | Michal Mareš     |
| 11    | Česko | Útočník | Luděk Procházka  |
| 16    | Česko | Útočník | Martin Nosko     |

## Umístění v jednotlivých sezonách
Zdroj:
Legenda: Z – zápasy, V – výhry, R – remízy, P – porážky, VG – vstřelené góly, OG – obdržené góly, +/- – rozdíl skóre, B – body, červené podbarvení – sestup, zelené podbarvení – postup, světle fialové podbarvení – přesun do jiné soutěže
| Česko (1994 – 2016) |                                  |        |    |    |   |    |     |     |      |    |       |             |
| Sezóny              | Liga                             | Úroveň | Z  | V  | R | P  | VG  | OG  | +/-  | B  | P. ZČ | Play-off    |
| 1994/95             | 2. brněnská okresní liga – sk. A | 5      | 16 | 10 | 3 | 3  | 73  | 35  | +38  | 33 | 3.    |             |
| 1995/96             | 1. brněnská okresní liga         | 4      | 30 | 21 | 3 | 6  | 93  | 45  | +48  | 66 | 1.    |             |
| 1996/97             | Oblastní liga – sk. Jižní Morava | 3      | 30 | 23 | 2 | 5  | 202 | 82  | +120 | 71 | 2.    |             |
| 1997/98             | 2. liga – sk. Východ             | 2      | 22 | 10 | 4 | 8  | 104 | 96  | +8   | 34 | 5.    |             |
| 1998/99             | 2. liga – sk. Východ             | 2      | 30 | 10 | 6 | 14 | 118 | 125 | -7   | 36 | 11.   |             |
| 1999/00             | 2. liga – sk. Východ             | 2      | 30 | 17 | 3 | 10 | 129 | 102 | +27  | 54 | 6.    |             |
| 2000/01             | 2. liga – sk. Východ             | 2      | 26 | 15 | 4 | 7  | 101 | 84  | +17  | 49 | 4.    |             |
| 2001/02             | 2. liga – sk. Východ             | 2      | 22 | 9  | 1 | 12 | 89  | 105 | -16  | 28 | 9.    |             |
| 2002/03             | 2. liga – sk. Východ             | 2      | 22 | 10 | 4 | 8  | 106 | 105 | +1   | 34 | 6.    |             |
| 2003/04             | 2. liga – sk. Východ             | 2      | 22 | 9  | 2 | 11 | 83  | 98  | -15  | 29 | 10.   |             |
| 2004/05             | Divize E                         | 3      | 22 | 14 | 1 | 7  | 141 | 101 | +40  | 43 | 3.    |             |
| 2005/06             | Divize E                         | 3      | 22 | 17 | 1 | 4  | 154 | 64  | +90  | 52 | 2.    |             |
| 2006/07             | 2. liga – sk. Východ             | 2      | 22 | 16 | 2 | 4  | 94  | 66  | +28  | 50 | 2.    |             |
| 2007/08             | 2. liga – sk. Východ             | 2      | 22 | 15 | 2 | 5  | 115 | 72  | +43  | 47 | 4.    |             |
| 2008/09             | 2. liga – sk. Východ             | 2      | 22 | 9  | 2 | 11 | 83  | 87  | -4   | 29 | 7.    |             |
| 2009/10             | 2. liga – sk. Východ             | 2      | 22 | 10 | 7 | 5  | 101 | 78  | +23  | 37 | 4.    |             |
| 2010/11             | 2. liga – sk. Východ             | 2      | 22 | 15 | 1 | 6  | 106 | 75  | +31  | 46 | 2.    |             |
| 2011/12             | 2. liga – sk. Východ             | 2      | 22 | 14 | 3 | 5  | 105 | 79  | +26  | 45 | 3.    |             |
| 2012/13             | 2. liga – sk. Východ             | 2      | 20 | 17 | 0 | 3  | 98  | 59  | +39  | 51 | 1.    |             |
| 2013/14             | Chance futsal liga               | 1      | 22 | 4  | 1 | 17 | 58  | 116 | -58  | 13 | 11.   |             |
| 2014/15             | 2. liga – sk. Východ             | 2      | 18 | 16 | 1 | 1  | 122 | 41  | +81  | 49 | 1.    |             |
| 2015/16             | Chance futsal liga               | 1      | 22 | 9  | 3 | 10 | 69  | 68  | +1   | 30 | 7.    | Čtvrtfinále |